# Правительство Кристена Михала
Правительство Кристена Михала — действующий кабинет министров Эстонии, приведённый к присяге 23 июля 2024 года. Оно было сформировано Кристеном Михалом после отставки Каи Каллас, назначенной Верховным представителем Европейского союза по иностранным делам и политике безопасности. Коалицию правительства составили Партия реформ и партия Eesti 200. До марта 2025 года в неё также входила Социал-демократическая партия.

## История
На парламентских выборах 2023 года Партия реформ под руководством Каи Каллас получила наибольшее количество мандатов в Рийгикогу — 37 из 101, на три больше, чем в предыдущем созыве. 7 марта реформисты начали коалиционные переговоры с партиями Eesti 200 (14 мандатов) и Социал-демократической партией (9 мандатов), по итогам которых было сформировано третье правительство Каи Каллас, приведённого к присяге 17 апреля 2023.
27 июня 2024 года Европейский совет утвердил кандидатуру Каллас на должность Верховного представителя Союза по иностранным делам и политике безопасности. 29 июня правление Партии реформ единогласно выдвинуло Кристена Михала кандидатом в премьер-министры и выразило стремление сохранить действующую коалицию.
15 июля Кая Каллас и её кабинет подали в отставку. Уже на следующий день президент Алар Карис поручил Михалу сформировать новое правительство при участии прежних партнёров по коалиции. 22 июля Рийгикогу официально предоставил Михалу мандат на формирование правительства, а три коалиционные партии подписали новое соглашение, после чего президент утвердил состав правительства. 23 июля 2024 года кабинет был утверждён президентом, а министры принесли присягу в Рийгикогу.
В составе нового правительства Партия реформ получила семь министерских портфелей. Её представляли: премьер-министр Кристен Михал, министр финансов Юрген Лиги, министр климата Йоко Алендер, министр экономики и промышленности Эркки Кельдо, министр обороны Ханно Певкур, министр социальной защиты Сигне Рийсало и министр культуры Хейди Пурга. От Социал-демократической партии в правительство вошли четыре министра: министр внутренних дел Лаури Ляэнеметс, министр здоровья Рийна Сиккут, министр по делам регионов и сельского хозяйства Пирет Хартман и министр инфраструктуры Владимир Свет. От Eesti 200 в правительство вошли министр иностранных дел Маргус Цахкна, министр образования и науки Кристина Каллас и министр юстиции и цифровых технологий Лийза-Ли Пакоста. Таким образом, девять членов третьего кабинета Каллас сохранили посты в новом правительстве: Певкур, Рийсало, Пурга, Цахкна, Каллас, Ляэнеметс, Сиккут, Хартман и сам Михал, ранее занимавший пост министра климата.
10 марта 2025 года Михал объявил о выводе социал-демократов из коалиции из-за разногласий по вопросам экономической и налоговой политики. На следующий день по представлению премьер-министра президент Карис освободил от должностей четырёх министров от СДПЭ: Ляэнеметса, Сиккут, Хартман и Света.
Вместо формирования нового кабинета портфели были перераспределены между двумя оставшимися партнёрами: восемь министерств перешли к реформистам, пять — к Eesti 200. От Партии реформ в правительство вошли три новых министра: министр социальных дел Кармен Йоллер, министр энергетики и окружающей среды Андрес Сутт и министр инфраструктуры Кульдар Лейс. От Eesti 200 новыми министрами стади министр внутренних дел Игорь Таро и министр по делам регионов и сельского хозяйства Хендрик Йоханнес Террас. Одновременно была изменена структура правительства. Был упразднён пост министра климата, вместо него ввели пост министра энергетики и окружающей среды. При этом название министерства осталось прежним, и в его составе стали работать два министра: по энергетике и окружающей среде и по инфраструктуре. В министерстве социальных дел также наоборот произошло объединение: портфели социальной защиты и здравоохранения были объединены под руководством министра социальных дел. 25 марта 2025 года обновлённый кабинет из 13 министров принял присягу.

## Состав правительства
| Название должности (в начале срока)                       | Министр                 | Начало                | Конец                 | Партия                |
| Кабинет правительства                                     | Кабинет правительства   | Кабинет правительства | Кабинет правительства | Кабинет правительства |
| --------------------------------------------------------- | ----------------------- | --------------------- | --------------------- | --------------------- |
| Премьер-министр                                           | Кристен Михал           | 23 июля 2024          | н. в.                 | Партия реформ         |
| Министерство финансов                                     |                         |                       |                       |                       |
| Министр финансов                                          | Юрген Лиги              | 23 июля 2024          | н. в.                 | Партия реформ         |
| Министерство иностранных дел                              |                         |                       |                       |                       |
| Министр иностранных дел                                   | Маргус Цахкна           | 23 июля 2024          | н. в.                 | Eesti 200             |
| Министерство экономики и коммуникаций                     |                         |                       |                       |                       |
| Министр экономики и промышленности                        | Эркки Кельдо            | 23 июля 2024          | н. в.                 | Партия реформ         |
| Министерство юстиции и цифрового развития                 |                         |                       |                       |                       |
| Министр юстиции и цифровых технологий                     | Лийза-Ли Пакоста        | 23 июля 2024          | н. в.                 | Eesti 200             |
| Министерство обороны                                      |                         |                       |                       |                       |
| Министр обороны                                           | Ханно Певкур            | 23 июля 2024          | н. в.                 | Партия реформ         |
| Министерство культуры                                     |                         |                       |                       |                       |
| Министр культуры                                          | Хейди Пурга             | 23 июля 2024          | н. в.                 | Партия реформ         |
| Министерство внутренних дел                               |                         |                       |                       |                       |
| Министр внутренних дел                                    | Лаури Ляэнеметс         | 23 июля 2024          | 11 марта 2025         | Социал-демократы      |
|                                                           | Игорь Таро              | 25 марта 2025         | н. в.                 | Eesti 200             |
| Министерство образования и науки Эстонии                  |                         |                       |                       |                       |
| Министр образования и науки                               | Кристина Каллас         | 23 июля 2024          | н. в.                 | Eesti 200             |
| Министерство климата                                      |                         |                       |                       |                       |
| Министр по вопросам климата                               | Йоко Алендер            | 23 июля 2024          | 25 марта 2025         | Партия реформ         |
| Министр по вопросам энергетики и окружающей среды         | Андрес Сутт             | 25 марта 2025         | н. в.                 | Партия реформ         |
| Министр инфраструктуры                                    | Владимир Свет           | 23 июля 2024          | 11 марта 2025         | Социал-демократы      |
| Министр инфраструктуры                                    | Кульдар Лейс            | 25 марта 2025         | н. в.                 | Партия реформ         |
| Министерство социальных дел                               |                         |                       |                       |                       |
| Министр здравоохранения                                   | Рийна Сиккут            | 23 июля 2024          | 11 марта 2025         | Социал-демократы      |
| Министр социальной защиты                                 | Сигне Рийсало           | 23 июля 2024          | 25 марта 2025         | Партия реформ         |
| Министр социальных дел                                    | Кармен Йоллер           | 25 марта 2025         | н. в.                 | Партия реформ         |
| Министерство регионального развития и сельского хозяйства |                         |                       |                       |                       |
| Министр регионального развития                            | Пирет Хартман           | 23 июля 2024          | 11 марта 2025         | Социал-демократы      |
| Министр регионального развития и сельского хозяйства      | Хендрик Йоханнес Террас | 25 марта 2025         | н. в.                 | Eesti 200             |